# Bartosságh József
Bartosságh József (Arad, 1782. december 8. – Pest, 1843. szeptember 25.) uradalmi jószágigazgató, mezőgazdasági szakíró.

## Élete
Kisbirtokos nemesi családból származott. Bartosságh Lipót egy sóhivatali tiszt és Langer Flóra fia volt. Tanulmányait Bécsben fejezte be s ugyanott Nemes György udvari ágens mellett ügyvédkedett. Innen hadapródként lépett a Vacant De Vins 37. számú gyalogezredbe, majd főhadnagyként szolgált az Arad vármegyei nemesi felkelő seregben. Ezután a keszthelyi Georgikonba ment, ahol 1802-ben befejezte gazdasági tanulmányait. Gyakorlati gazdasági pályáját Veszprém vármegyében, a lepsényi uradalomnál kezdte, innen a Czinderyek uradalmába került Pellérdre Baranya vármegyébe, ahol apjával együtt csődgondnok lett, illetve együtt bérbe vették a pellérdi és ladi uradalmakat.1812-ig működött itt, s különösen a juhnemesítés körül fejtett ki nagy szorgalmat. Itteni évei alatt házasodott meg, felesége egy vérteskapitány leánya, rittscheidi Piltsch Friderika lett. Házasságukból három leány és egy fiúgyermek született.
1813-ban Batthyány József grófnak lett meghatalmazottja. 1815-től 1817-ig Iharosberényben pallini Inkey Antal jószágigazgatója volt. 1817-ben özvegy Eszterházyné Castiglione Borbála grófnő dárdai, galántai és románfalvi uradalmának kormányzatára hívták meg; innét 1818-ban Apponyi Antal uradalmainak kormányzására ment. A kölesdi birtokokon 1820-ban kezdett, s escurial és negretti kosokkal kísérelte meg a birkaállomány nemesítését. 1825-ben gróf Larisch friedecki nyájából személyesen válogatott tenyészkosokat. Az Apponyi család nagyapponyi, ősi birtokán is működött a birkatenyésztés terén. 1826-ban Pozsonyba költözött, ahol az akkor épült Apponyi-féle könyvtárat rendezte. 1828-ban nyugalomba vonult és részint Pozsonyban élt, részint atyjától öröklött kis birtokán, a Baranya vármegyei Villányban, ahol további napjait nagyrészt a gazdasági irodalomnak és bortermelésnek szentelte. Utolsó éveit Pesten töltötte. A Georgikon tiszteletbeli ülnöke s a magyar gazdasági egyesületnek keletkezése óta tagja volt: a moszkvai gazdasági egyesület is tagjai közé választotta.
Fia: Bartosságh Károly mérnökként a Ferenc-csatornánál, majd Lippe herceg dárdai uradalmában dolgozott.
Flóra (Florentina) leányától (Sippi Rodiczky Adolf, Arad vármegye számvevője feleségétől) származó unokája a később neves mezőgazdász, agrárpolitikus Rodiczky Jenő lett.

## Munkái
- Bemerkungen über den Fortgang der landwirthschaftlichen Cultur der feineren Schafzuch und über die verschiedenen Arten der Merinos in Ungarn. Pressburg 1823. (G-y jegy alatti mezei gazda társaságában.)
- Beobachtungen bei der Veredlung der Schafe, und über die Mestitzen in Ungarn. Uo. 1827.
- Über rationelle Landwirthschaft in Ungarn. Pest, 1832.
- Ungarische Mesta-Regeln. I. Heft. Ofen, 1839. (2. kiadás: Der Schäferei-Verwalter czímmel. Pest, 1842.)
- Gyakorlati javaslatok a birkatenyésztés körében. Pest, 1840. (Előbbeni munka magyarúl.)
- Beobachtungen und Erfahrungen über den Götterbaum (Ailanthus glandulosa L.) Ofen. 1841.

Gazdasági cikkeket írt a Kémlő (1836.), Ismertető (1837.), Társalkodó (1837.), Gazdasági Tudósítások (1837. 1839. 1841.) és a Magyar Gazda (1841–1842.) című szaklapokba; sokat dolgozott az André: Oekonomische Neuigkeiten című folyóiratába.